# S/2003 J 18
S/2003 J 18 (Jupiter LV) は、木星の第55衛星。2003年にブリティッシュコロンビア大学のブレット・J・グラドマン (Brett J. Gladman) が率いるチームに発見され、S/2003 J 18 という仮符号が与えられた。2003年の2月から3月にかけてのカナダ・フランス・ハワイ望遠鏡を用いた観測で発見されており、2003年4月4日の小惑星センターのサーキュラーで発見が報告された。
S/2003 J 18 は2003年の発見報告以来しばらくの間観測報告が無く、見失われた状態にあった。しかし2017年になってマゼラン望遠鏡を用いた観測でスコット・S・シェパードによって再発見され、同年6月9日に Jupiter LV という確定番号が与えられた。なお2018年時点では衛星への命名は行われていない。
S/2003 J 18 の軌道傾斜角は 146.077° で、木星の自転とは逆向きに公転する逆行衛星である。アナンケ群に属する衛星だと考えられている